# آرشزوم
آرشزوم (به آلمانی: Archsum) یک منطقهٔ مسکونی در آلمان است که در زیلت (مونیکیپالیتی) واقع شده‌است.